# Euriphene lucasi
Euriphene lucasi är en fjärilsart som beskrevs av Holland 19290. Euriphene lucasi ingår i släktet Euriphene och familjen praktfjärilar. Inga underarter finns listade i Catalogue of Life.